# 香山慈幼院

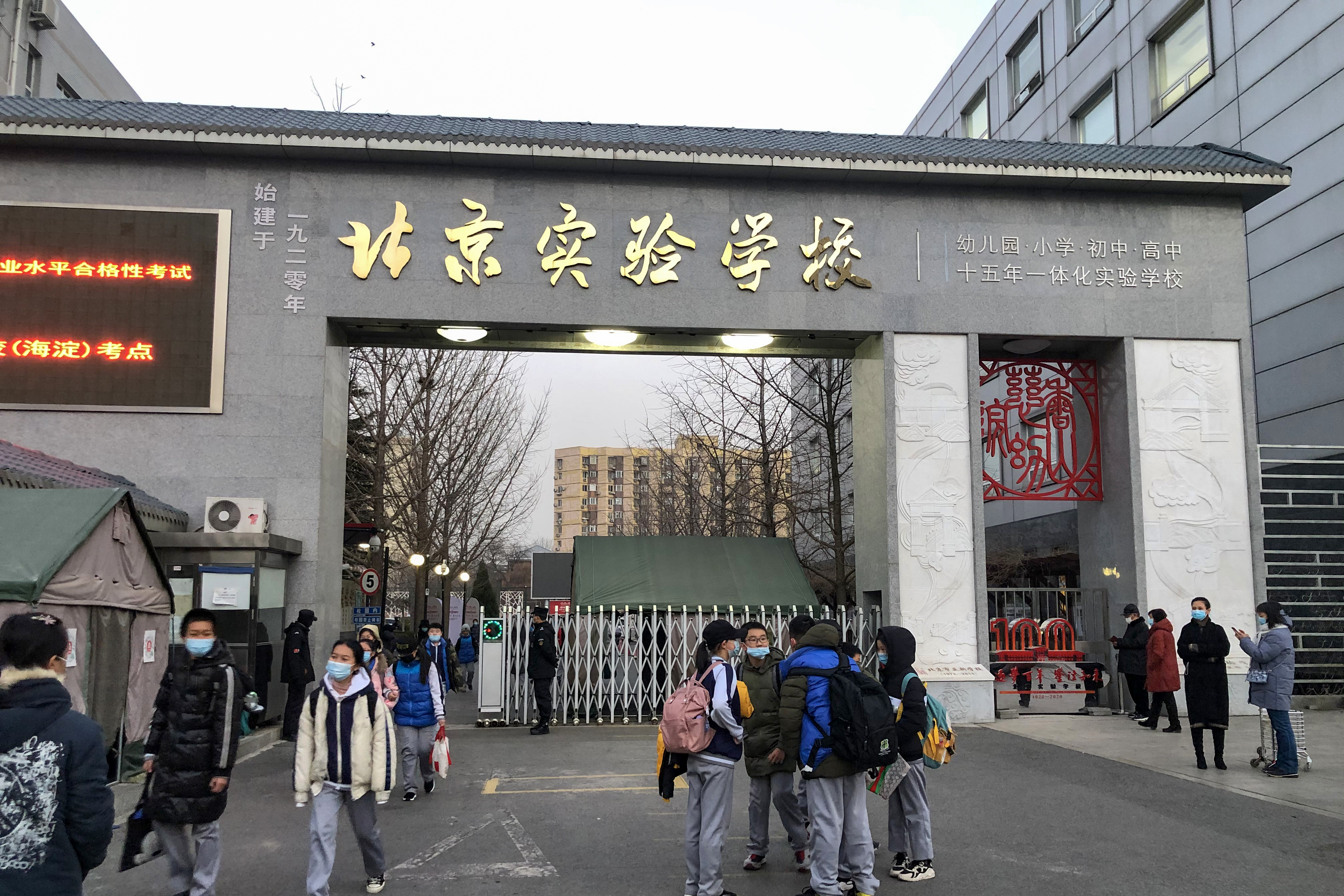
现北京实验学校校门旁标有“香山慈幼院”字样

香山慈幼院於1920年10月由中國著名平民教育家熊希齡在北京西郊香山静宜园創辦的私立慈善学校。当时主持赈灾的熊希齡利用官款补助和赈灾余额建立香山慈幼院，专门收容受灾收容来的无人认领的孩子。熊希齡曾邀请蒋梦麟、胡适、李大钊、张伯苓等当时著名的教育家担任香山慈幼院评议会的评议员，研究帮助慈幼院办教育。1932年，熊希齡将家产共计大洋27.5万余元、白银6.2万两捐给了慈幼院。
香山慈幼院是一所慈善機構，主要收養教育孤貧兒童，为他们提供免费教育。推行学校、家庭、社会“三合一”的教育体制。香山慈幼院曾拥有婴儿教保院、幼儿园、小学、中学、师范、职业学校以及下属工厂，此外，香山慈幼院还设有大学部用于资助贫困学生进入大学。香山慈幼院的校训是：“勤、谦、俭、恕、仁、义、公、平”，并以这八个字命名学校校舍。
香山慈幼院總部位於北京香山静宜园，抗战期间曾在南京、廣西等地設立分院。中國共產黨於1928年在該機構設立地下組織，1949年3月香山慈幼院总院迁至北京西安门大街26号。1949年中华人民共和国成立後，学校接受自费的非孤貧的孩子进入学校与孤貧兒童一视同仁共同寄宿学习。香山慈幼院组成理事会成员有康克清、李德全、史良、谢冰心、林巧稚、雷洁琼等，由雷洁琼担任理事长。1954年香山慈幼院迁入由北京市政府划出的位于阜成路白堆子的校址（北京实验学校现址所在），一直至1966年时是全北京市仅有的一所私立学校，隶属市民政局管理。
1965年香山慈幼院提交申请政府接管，反映学校经费短缺。1966年12月24日，北京市教育局发出接管私立香山慈幼院的通知，被全面接收。1967年，海淀区教育局在香山慈幼院内增设一所“北京市立新中学”。香山慈幼院后来演变成立了“北京市立新学校”，是海淀区唯一一所拥有幼儿园、小学和中学的学校，2015年6月17日更名为北京实验学校。现今成立有“香山慈幼院校友会”。从2004年到2010年，海淀区人大代表汤蕉媛连续6次提交了恢复“香山慈幼院”校名的建议。